# Diện tích bề mặt

Một mặt cầu bán kính có diện tích bề mặt

Diện tích bề mặt của vật thể rắn là thước đo tổng diện tích mà bề mặt của vật thể chiếm giữ. Định nghĩa toán học của diện tích bề mặt trong sự hiện diện của bề mặt cong được coi là tham gia nhiều hơn so với định nghĩa về chiều dài cung của đường cong một chiều, hoặc diện tích bề mặt của khối đa diện (ví dụ, các đối tượng với mặt hình đa giác phẳng), khi đó diện tích bề mặt là tổng của các khu vực trên khuôn mặt của nó. Các bề mặt nhẵn, như hình cầu, được chỉ định diện tích bề mặt bằng cách sử dụng biểu diễn của chúng làm bề mặt tham số. Định nghĩa về diện tích bề mặt này dựa trên các phương pháp tích phân vô hạn và liên quan đến các đạo hàm riêng và tích phân kép.
Một định nghĩa chung về diện tích bề mặt đã được Henri Lebesgue và Hermann Minkowski tìm kiếm vào đầu thế kỷ XX. Công trình của họ đã dẫn đến sự phát triển của lý thuyết đo hình học, nghiên cứu các khái niệm khác nhau về diện tích bề mặt cho các vật thể không đều có kích thước bất kỳ. Một ví dụ quan trọng là nội dung Minkowski của một bề mặt.

## Định nghĩa
Trong khi diện tích của nhiều bề mặt đơn giản đã được biết đến từ thời cổ đại, một định nghĩa toán học nghiêm ngặt về diệntích đòi hỏi rất nhiều sự quan tâm. Điều này sẽ tạo ra một hàm số
{\displaystyle S\mapsto A(S)}
trong đó gán một số thực dương cho một loại bề mặt nhất định thỏa mãn một số yêu cầu tự nhiên. Thuộc tính cơ bản nhất của diện tích bề mặt là tính cộng của nó: diện tích của toàn bộ là tổng của các diện tích của các bộ phận. Nghiêm khắc hơn, nếu một bề mặt S là một tập hợp gồm nhiều mảnh S1,...,Sr không trùng nhau ngoại trừ tại các ranh giới của chúng, thì
{\displaystyle A(S)=A(S_{1})+\cdots +A(S_{r}).}
Các diện tích bề mặt của hình dạng đa giác phẳng phải phù hợp với diện tích hình học được xác định của chúng. Vì diện tích bề mặt là một khái niệm hình học, các diện tích của các bề mặt đồng dạng phải giống nhau và diện tích phải chỉ phụ thuộc vào hình dạng của bề mặt, chứ không phụ thuộc vào vị trí và hướng của nó trong không gian. Điều này có nghĩa là diện tích bề mặt là bất biến dưới nhóm các chuyển động của Euclide. Những đặc tính này đặc trưng duy nhất diện tích bề mặt cho một lớp bề mặt hình học rộng gọi là piecewise smooth. Các bề mặt như vậy bao gồm nhiều mảnh có thể được biểu diễn ở dạng tham số
{\displaystyle S_{D}:{\vec {r}}={\vec {r}}(u,v),\quad (u,v)\in D}
với một hàm khả vi liên tục {\displaystyle {\vec {r}}.} Diện tích của một mảnh riêng lẻ được xác định theo công thức
{\displaystyle A(S_{D})=\iint _{D}\left|{\vec {r}}_{u}\times {\vec {r}}_{v}\right|\,du\,dv.}
Do đó, diện tích của SD thu được bằng cách tích hợp độ dài của vectơ bình thường {\displaystyle {\vec {r}}_{u}\times {\vec {r}}_{v}} đến bề mặt trên vùng D thích hợp trong mặt phẳng uv tham số. Diện tích của toàn bộ bề mặt sau đó thu được bằng cách thêm các diện tích của các mảnh, sử dụng tính phụ thuộc của diện tích bề mặt. Công thức chính có thể được chuyên môn hóa cho các lớp bề mặt khác nhau, đặc biệt là các công thức cho các khu vực của đồ thị z = f (x, y) và các bề mặt tròn xoay. 

Đèn lồng Schwarz với lát cắt trục và đỉnh xuyên tâm. Giới hạn của khu vực như và có xu hướng vô cùng không hội tụ. Cụ thể, nó không hội tụ đến khu vực của hình trụ.

Một trong những điểm tinh tế của diện tích bề mặt, so với chiều dài cung của đường cong, là diện tích bề mặt không thể được định nghĩa đơn giản là giới hạn của các diện tích có hình dạng đa diện xấp xỉ một bề mặt nhẵn. Hermann Schwarz đã chứng minh rằng cho cho hình trụ, các lựa chọn khác nhau về xấp xỉ các bề mặt phẳng có thể dẫn đến các giá trị giới hạn khác nhau của diện tích; ví dụ này được gọi là đèn lồng Schwarz.